# Jakob Richter
Jakob Richter (30. srpna 1847 Vilémov – 25. července 1916 Vilémov) byl rakouský politik německé národnosti z Čech, poslanec Českého zemského sněmu.

## Biografie
Působil jako okresní starosta. Byl též podnikatelem. Zastával funkci spoluředitele firmy F. Richter Podnikal v přádelnickém průmyslu. V některých pramenech je uváděn i jako školní inspektor.
Zapojil se i do vysoké politiky. V zemských volbách roku 1908 byl zvolen na Český zemský sněm, kde zastupoval kurii venkovských obcí, obvod Šluknov, Hanšpach. Uváděl se tehdy jako kandidát Německé lidové strany.
Zemřel v červenci 1916.